# Arbutus
Arbutus és un gènere de plantes amb flors dins la família de les ericàcies. És natiu de la conca del Mediterrani, oest d'Europa i Amèrica del Nord i Central. Consta de 14 espècies acceptades, dues de les quals natives d'Europa: l'arboç (Arbutus unedo) i Arbutus andrachne, els quals s'hibriden de manera natural. Les espècies d'Arbutus són aliment de certs lepidòpters com Pavonia pavonia.

## Descripció

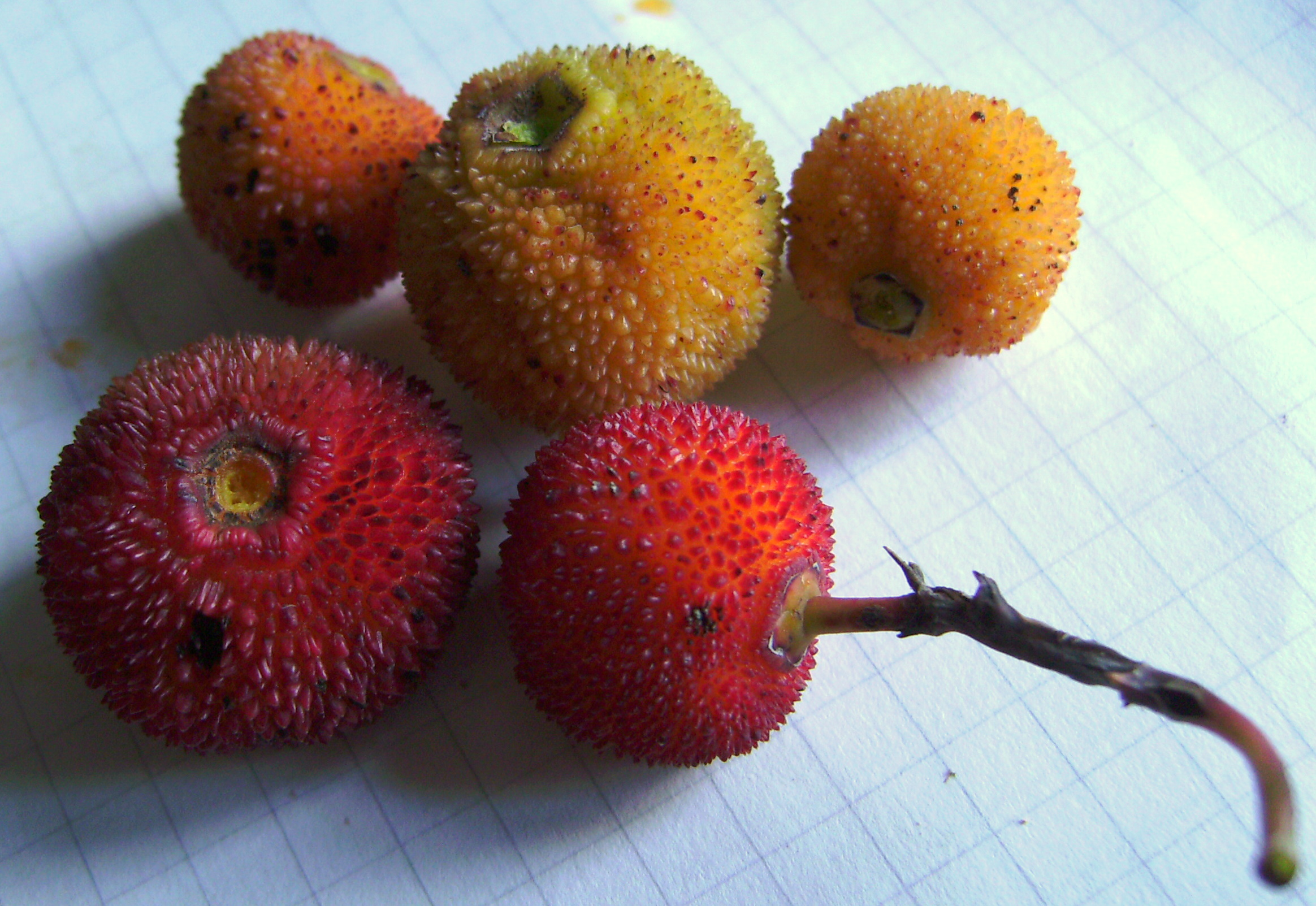
Fruits dArbutus unedo, els grocs encara no estan completament madurs

Són arbres petits o arbusts amb l'escorça vermella i fruits comestibles. El desenvolupament del fruit es retarda uns cinc mesos després de la pol·linització i les flors apareixen l'any previ a la maduració del fruit.

## Taxonomia
El gènere resulta parafilètic i les espècies meditarrànies (A. unedo i A. andrachne) estan més relacionada amb els gèneres Arctostaphylos, Arctous, Comarostaphylis, Ornithostaphylos i Xylococcus que a les espècies nord-americanes. La divisió va ocórrer entre el Paleogen i el Neogen.

### Espècies
Les espècies reconegudes són:
Vell món
- Arbutus andrachne L.. Grècia, Albània, Bulgària, Turquia, Caucas del Sud, Líban, Síria, Iraq, Jordània.
- Arbutus × andrachnoides Link. Xipre, Turquia.
- Arbutus × androsterilis Salas, Acebes & del Arco. Illes Canàries.
- Arbutus canariensis Veill. ex Duhamel. Illes Canàries.
- Arbutus pavarii Pamp.. Líbia.
- Arbutus unedo L. - arboç,[4] Europa mediterrània, Irlanda, Portugal, Turquia, Líban, Síria.[1]

Nou món
- Arbutus arizonica (A.Gray) Sarg.. Arizona, Mèxic.
- Arbutus bicolor S.González, M.González & P.D.Sørensen. Mèxic.
- Arbutus madrensis S.González. Mèxic.
- Arbutus menziesii Pursh. Costa oest del Canadà, Estats Units i Mèxic.
- Arbutus mollis Kunth. Mèxic.
- Arbutus occidentalis McVaugh & Rosatti. Mèxic.
- Arbutus tessellata P.D.Sørensen. Mèxic.
- Arbutus xalapensis Kunth. Amèrica Central, Mèxic, Texas, Nou Mèxic.

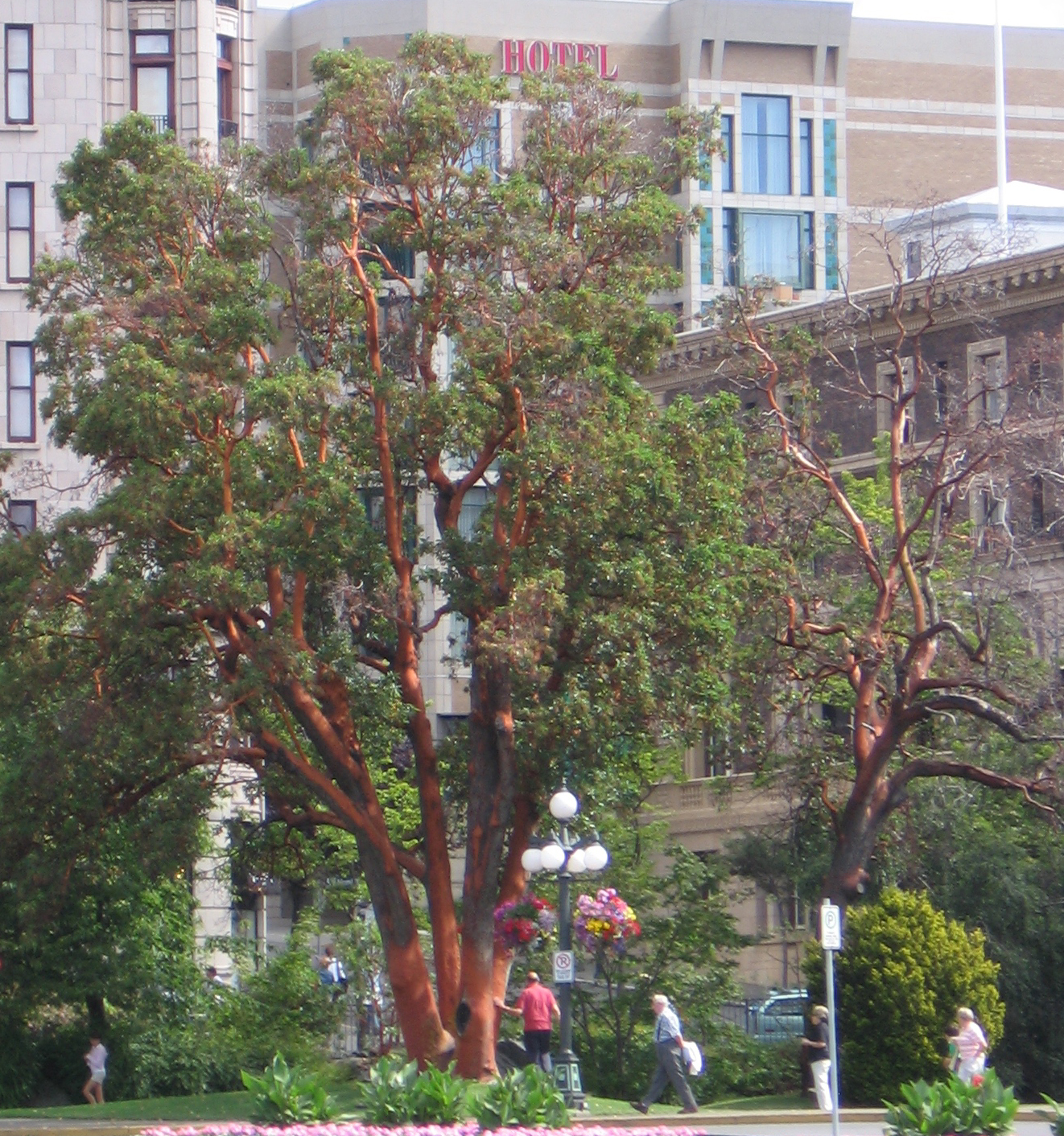
Arbutus menziesii—
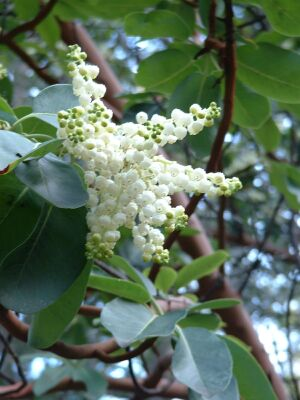
Arbutus menziesii—
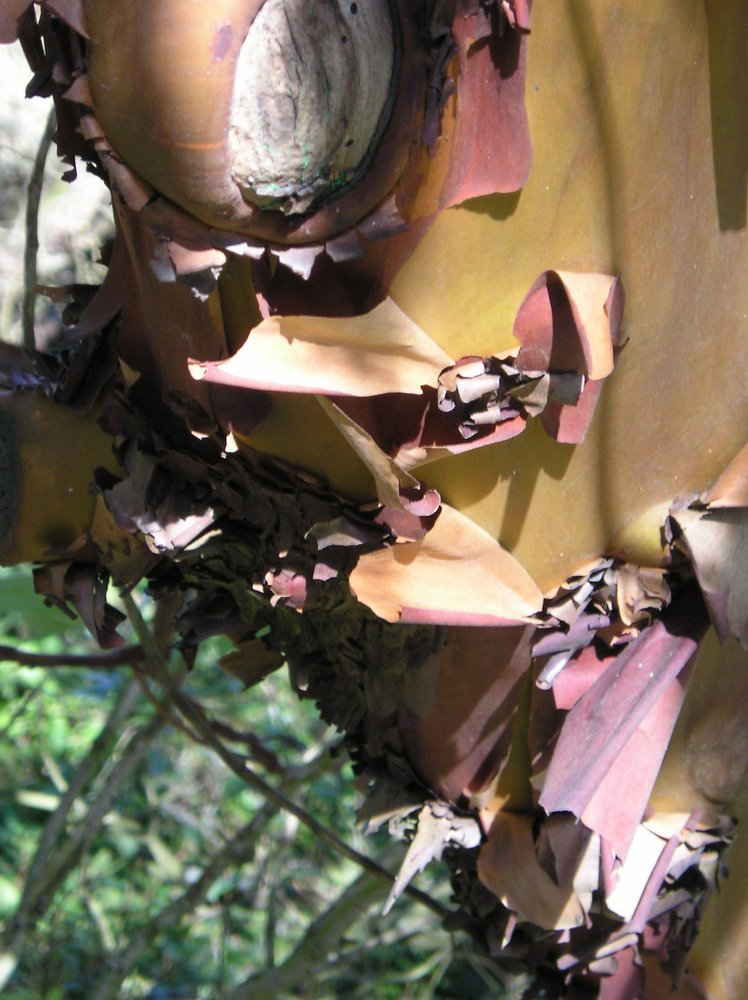
Arbutus menziesii—escorça
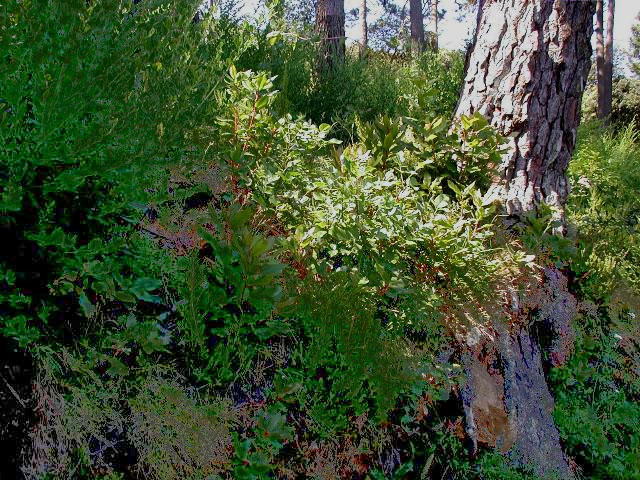
Arbutus unedo—Còrsega
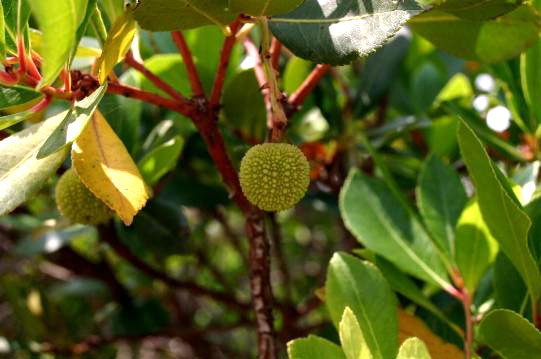
Arbutus unedo—
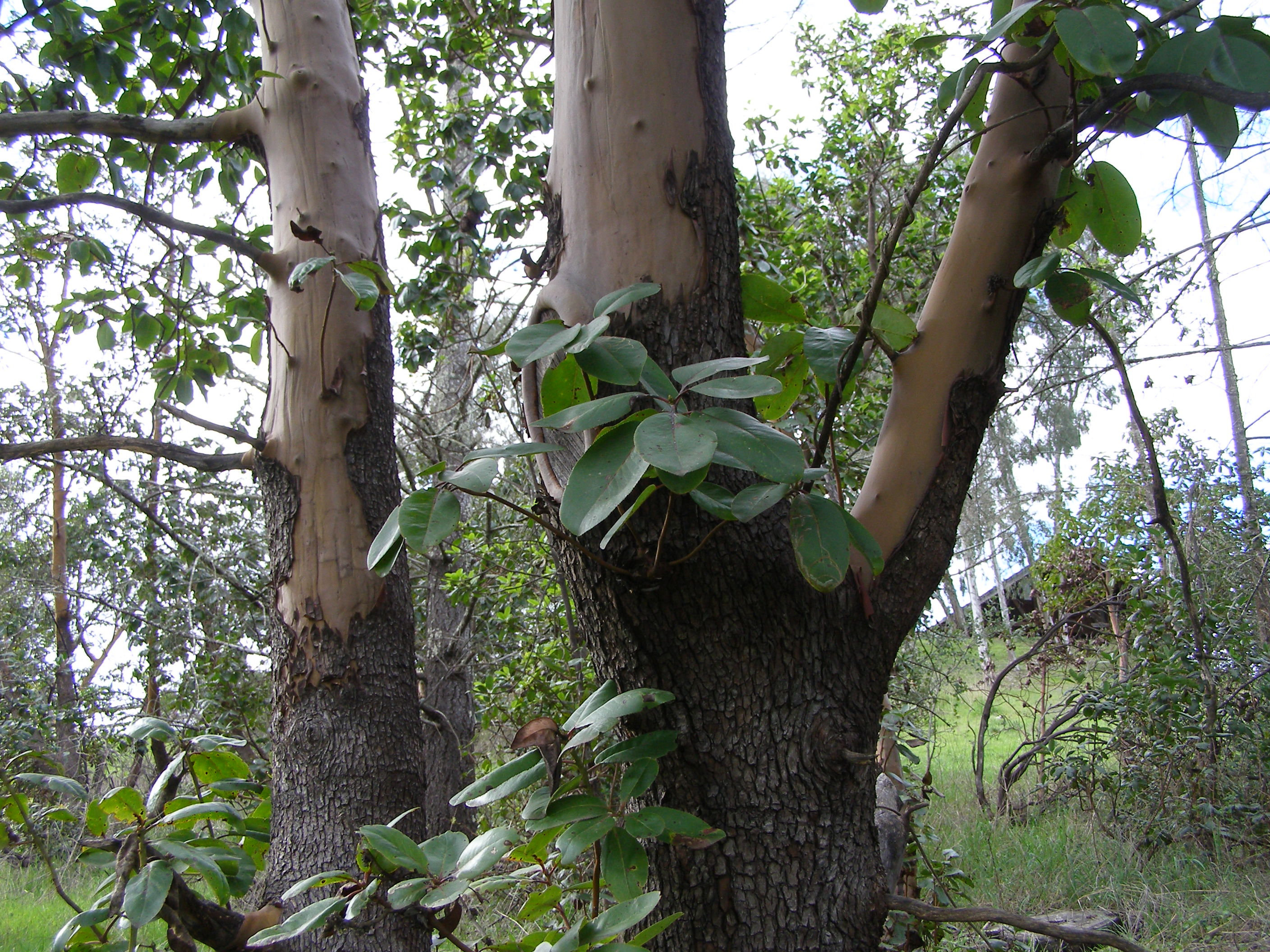
Arbutus menziesii — tronc